# VH1 Europe
VH1 Europe — бывший музыкальный телеканал, являлся европейским отделением американского VH1. Во многих странах Европы, на Ближнем Востоке, в Северной и Южной Африке он вещал в сетях кабельного и спутникового телевидения. В отличие от американской версии канала VH1, на которой музыкальное время сокращено до нескольких часов в сутки, VH1 Europe транслировал клипы 24 часа в сутки каждый день. Также отличительной особенностью канала являлось отсутствие рекламы товаров и услуг, как на американском VH1. Телеканал до 3 апреля 2015 года примерно раз в 15 минут показывал рекламу, относящуюся к своей сетке вещания (анонсы), а после перестал. 

## История
VH1 впервые появился в Великобритании в 1994 году, эта же версия впоследствии была распространена по всей Европе как VH1 Export с июня 1999 года. VH1 Europe был официально запущен в 2001 году.
HD-версия «VH1 Europe» начала вещание 7 октября 2020 года. 
2 августа 2021 года телеканал был закрыт и заменен на «MTV 00s», на котором транслируются музыкальные клипы первой декады нового тысячелетия.

## Программы
- VH1 Shuffle
- Hits Don’t Lie
- Guess the Year
- We Love The: 00s
- Artist: The Hits
- Top 50
- Songs of the Century
- Class Of 2000—2009!

## Интересный факт
- Утром 28 мая 2014 года (до 13:00 МСК) телеканал вещал без названия программы в правом верхнем углу и без плашек с названиями клипов. Логотип не менялся, был синего цвета. В 13:00 (МСК) после заставки «VH1 Music» (которая была без логотипа канала в левом верхнем углу) изменился формат изображения на 16:9, начался показ клипа американского певца Фаррелла Уильямса — «Marilyn Monroe». В самом начале клипа появился новый логотип канала, новое оформление названия программы (которое теперь отображается возле логотипа), новые плашки к клипам, новые заставки телеканала с логотипом.

## «VH1 Europe» в СНГ и Прибалтике
В 1999 году на территориях СНГ и Прибалтики начинает вещание «VH1 Europe», дистрибьютором канала был «Chello Zone».
В период со 2 декабря 2005 года по 31 мая 2010 года все операторы телевидения вместо «VH1 Europe» транслировали локальную версию телеканала — «VH1 Россия». В связи с закрытием телеканала «VH1 Россия» в ночь на 1 июня 2010 года вещание «VH1 Europe» в России было возобновлено. С 1 октября 2013 отображается возрастное ограничение «16+». В мае 2014 года был случай отсутствия возрастного ограничения на несколько дней.